# Pleioblastus
Genre
Synonymes
- Nipponocalamus Nakai[2]
- Polyanthus C.H.Hu ex Y.C.Hu[2]

Pleioblastus est un genre de plantes monocotylédones de la famille des Poaceae, sous-famille des Bambusoideae, originaire de l'Asie tempérée (principalement Chine, Japon), qui regroupe environ 30 espèces. Ce genre a été créé en 1925 par le botaniste japonais Takenoshin Nakai.  
Ce sont des bambous espèces traçants, de taille moyenne et basse, aux feuilles persistantes. 
Ces espèces étaient anciennement classées dans le genre Arundinaria.

## Étymologie
Le nom de genre Pleioblastus est un nom composé latin formé à partir de deux étymons grecs et de leurs formes latines : πληίος  plêios > pleio « beaucoup » et βλαστός blastos > blastus « bourgeon », en raison des « bourgeons associés aux nœuds » d’après T. Nakai, 

## Liste d'espèces
Selon World Checklist of Selected Plant Families (WCSP) (25 mars 2018) :
- Pleioblastus altiligulatus S.L.Chen & S.Y.Chen (1983)
- Pleioblastus amarus (Keng) Keng f. (1948)
- Pleioblastus argenteostriatus (Regel) Nakai (1933)
- Pleioblastus distichus (Mitford) Nakai (1932)
- Pleioblastus fortunei (Van Houtte) Nakai (1933)
- Pleioblastus glabrinodus G.H.Lai (2012)
- Pleioblastus gramineus (Bean) Nakai (1925)
- Pleioblastus guilongshanensis M.M.Lin, Bull. Bot. Res. (2009)
- Pleioblastus hattorianus Koidz. (1935)
- Pleioblastus hsienchuensis T.H.Wen, Bull. Bot. Res. (1983)
- Pleioblastus incarnatus S.L.Chen & G.Y.Sheng, Bull. Bot. Res. (1991)
- Pleioblastus kodzumae Makino (1928)
- Pleioblastus linearis (Hack.) Nakai (1925)
- Pleioblastus maculatus (McClure) C.D.Chu & C.S.Chao (1980)
- Pleioblastus matsunoi Nakai (1934)
- Pleioblastus nagashima (Mitford) Nakai (1933)
- Pleioblastus pseudosasaoides Sad.Suzuki (1977)
- Pleioblastus rugatus T.H.Wen & S.Y.Chen (1982)
- Pleioblastus sanmingensis S.L.Chen & G.Y.Sheng, Bull. Bot. Res. (1991)
- Pleioblastus simonii (Carrière) Nakai (1925)
- Pleioblastus solidus S.Y.Chen (1983)
- Pleioblastus truncatus T.H.Wen (1984)
- Pleioblastus viridistriatus (Regel) Makino (1926)
- Pleioblastus wuyishanensis Q.F.Zheng & K.F.Huang (1982)
- Pleioblastus yixingensis S.L.Chen & S.Y.Chen (1983)